# Преображение Господне (Боровец)
„Преображение Господне“ е дървена църква в курорта Боровец.
Построена е през 1933 – 1934 г. с доброволни дарения от местни собственици на вили и известни и влиятелни общественици и учени. Сериозен финансов принос има и цар Борис III, като той също помага за градежа. Архитектът е от австрийски произход, а храмът е изграден в типичен готически алпийски стил.
На 23 септември 1934 г. църквата е тържествено осветена от екзарх Стефан, а впоследствие неколкократно обновявана. Няколко десетилетия за светата обител се грижи клисарят Йордан Христов, който се занимава с дърворезба и често обновява вътрешния облик на храма.